# Anton Bernolák
Anton Bernolák (bernolák), slovaški narodni buditelj, rimskokatoliški duhovnik, plemič in jezikoslovec. * 3. oktober 1762, Slanica, † 15. januar 1813, Nové Zámky, Slovaška.
Bil je prvi, ki je kodificiral pisno slovaščino ("Bernolákovčina"). 
V raziskavi RTVS Največji Slovak leta 2019 je bil uvrščen na 57. mesto